# Mal Evans
Malcolm « Mal » Evans (27 mai 1935 à Liverpool – 5 janvier 1976 à Los Angeles) fut le road-manager, l’assistant et l’ami des Beatles.

## Biographie
Durant leur carrière, et particulièrement toute la grande période des concerts et des tournées (1963-1966), les Beatles n’ont que deux assistants pour les conduire vers les lieux où ils se produisent, s’occuper de leur matériel et, d’une façon générale, répondre à leurs moindres besoins : Neil Aspinall et Mal Evans. Ce dernier, doux géant, officiait comme « videur » au Cavern Club de Liverpool au début des années 1960. En 1963, Brian Epstein l’engage en tant que chauffeur, road-manager… et garde du corps du groupe. Il apparait ainsi sur de très nombreux documents filmés au Royaume-Uni, aux États-Unis et à travers le monde durant ces années-là.
Lorsque les Beatles arrêtent de se produire en public, Mal Evans reste à leurs côtés, dans les studios d'enregistrement et en dehors, en tant qu’assistant « logistique » et participe à de nombreux enregistrements. On entend ainsi sa voix dans le chœur de Yellow Submarine ou dans l'enregistrement original du titre A Day in the Life (Anthology 2), en train de compter 24 mesures. En janvier 1967, il partage un appartement avec Paul McCartney et participe à l'écriture de Sgt. Pepper's Lonely Hearts Club Band et Fixing a Hole. On le voit assister à l'élaboration des paroles des chansons en les notant au fur et à mesure sur un carnet et aussi faire le « bang bang » du titre Maxwell's Silver Hammer, en tapant sur une enclume, dans le film Let it be et la série The Beatles: Get Back, bien que ce soit Ringo Starr que l'on entend sur la version finale.
C'est Mal Evans qui découvre le groupe The Iveys, qui devient proche des Beatles en étant le premier groupe à intégrer leur label Apple, rebaptisé Badfinger sur la proposition de Neil Aspinall, et qui produit certaines des chansons de leur album Magic Christian Music.
Mal Evans disparaît dans des circonstances tragiques : le 5 janvier 1976, il est abattu par la police à son domicile de Los Angeles, à la suite d'un appel de sa petite amie consécutif à une violente dispute. Les forces de police avaient confondu le pistolet à air comprimé qu’il pointait vers eux avec un fusil.

## Postérité
Dans les années 2020, une technique de séparation des différents sons en utilisant un algorithme d'intelligence artificielle, est développée par Peter Jackson et son équipe, pour le documentaire The Beatles: Get Back, qu'ils nomment Machine Assisted Learning ou « Mal », un clin d'œil à l'ex-roadie du groupe.
Sa biographie, intitulée Living The Beatles Legend: The Untold Story of Mal Evans, écrite par Kenneth Womack (en), a été publiée en 2023.

## Sources et bibliographie
- The Beatles Anthology, 2000, Seuil  (ISBN 2-02-041880-0)
- Barry Miles, Paul McCartney : Many Years From Now. Les Beatles, les sixties et moi, Flammarion, 2004  (ISBN 2080687255)
- The Beatles Anthology DVD, Apple, 2003
- Biographie de Mal Evans